# 耶律侯哂
耶律侯哂（生卒年不详）字秃宁，辽国官员。契丹人。

## 经历
北院夷离堇蒲古只后代。祖查只曾是北院大王。父忽古曾任黄皮室详稳。耶律侯哂早年为西南巡边官，以廉洁著称，后任南京统军使，不久担任北院大王。重熙十一年（1042年），党项部人很多叛逃西夏，耶律侯哂受诏命，巡查西边沿河要地，多建城堡以镇守，后改任东京留守。重熙十三年（1044年），与知府萧欧里斯讨蒲卢毛朵部有功，兼任侍中。后退休，不久去世。

## 传記資料
- 《辽史》卷92 列传第22